# Głuchówki
Głuchówki – przysiółek wsi Sanka w Polsce, położony w województwie małopolskim, w powiecie krakowskim, w gminie Krzeszowice.
W latach 1975–1998 przysiółek administracyjnie należał do województwa krakowskiego.

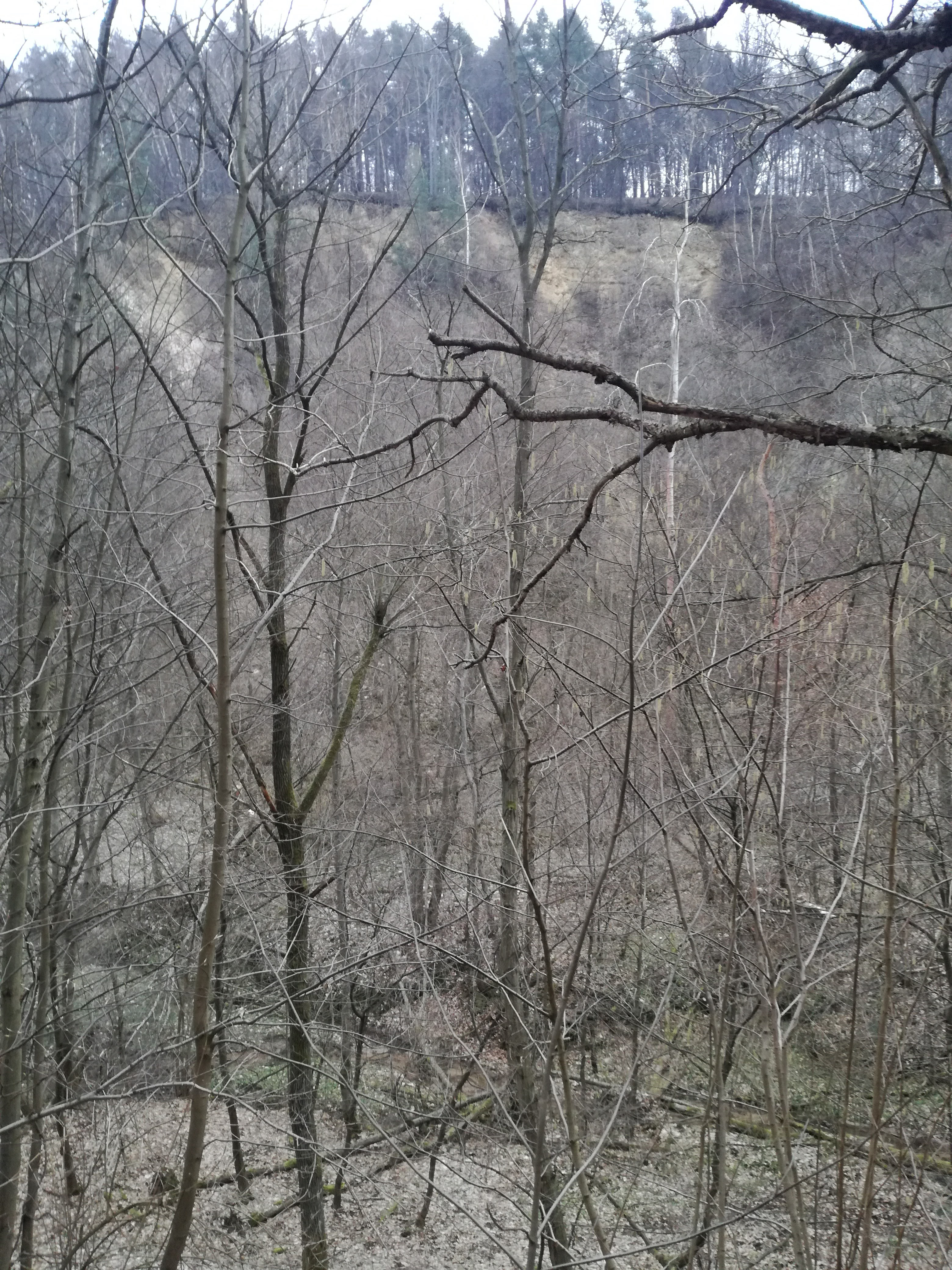
Kamieniołom porfiru „Orlej” w rezerwacie przyrody „Dolina Potoku Rudno”

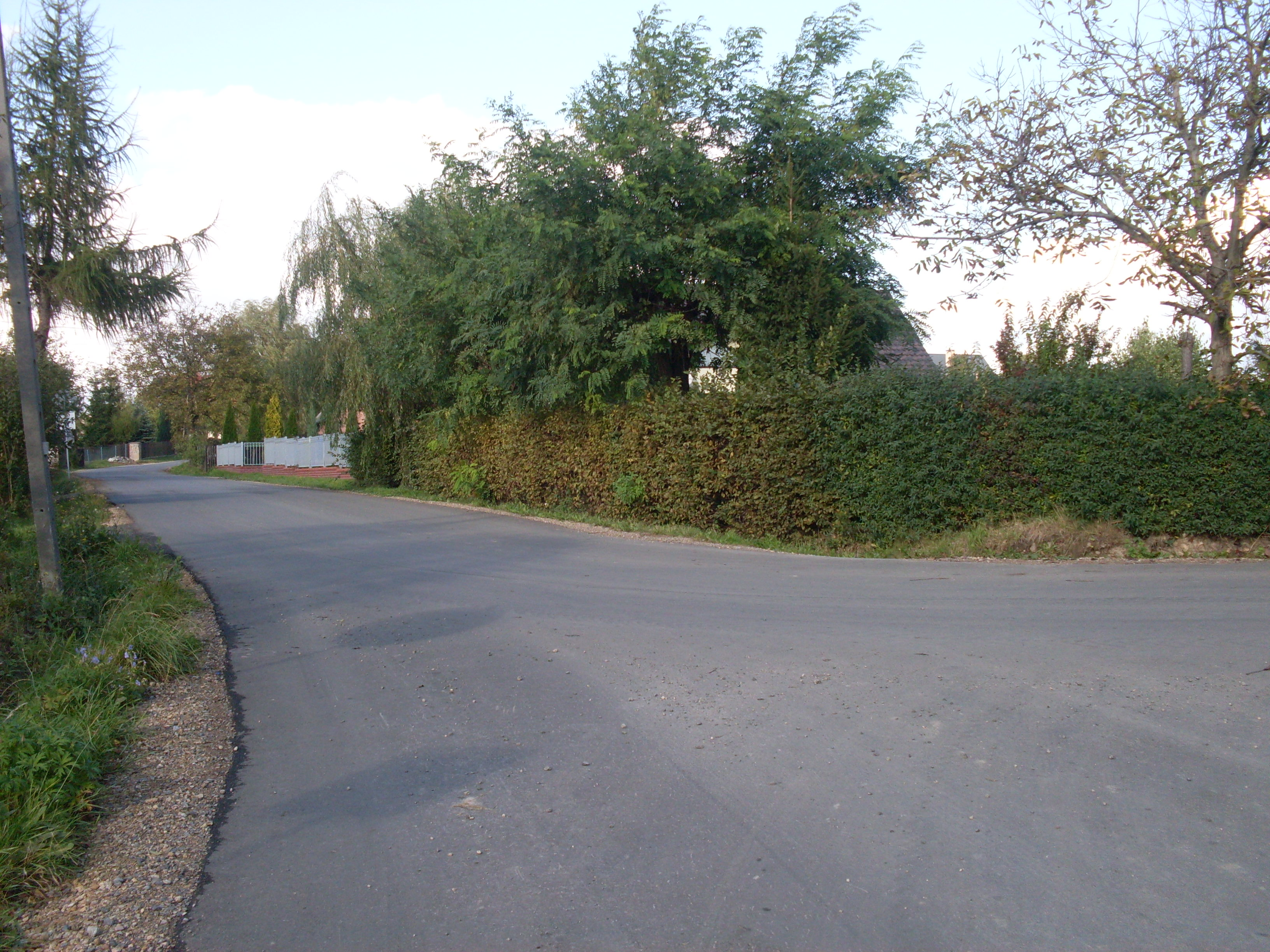
Skrzyżowanie dróg Sanka – Zalas – Wielka Góra

Na zachód od przysiółka znajduje się Wielka Góra z nadajnikiem sieci Orange, Zalaska i Orley w rezerwacie przyrody Dolina Potoku Rudno. Na północ od Głuchówek znajduje się miejscowość Zalas. Przy dobrych warunkach pogodowych ze szczytu Wielkiej Góry można ujrzeć pasmo Beskid Zachodnich i szczyt Babiej Góry.
Miejscowi wierni kościoła rzymskokatolickiego należą do parafii pw. św. Jakuba Apostoła w Sance, natomiast miejscowi Świadkowie Jehowy należą do zboru Krzeszowice-Zachód z Salą Królestwa w Krzeszowicach.

## Szlaki rowerowe
– z Krzeszowic przez Miękinię, Dolinę Kamienic, Wolę Filipowską, Puszczę Dulowską, Orley, rezerwat przyrody Dolina Potoku Rudno, Głuchówki, Sankę, Dolinę Sanki i Niedźwiedzią Górę do Krzeszowic.